# Suzanne Yoakum
 (juin 2015).
Si vous disposez d'ouvrages ou d'articles de référence ou si vous connaissez des sites web de qualité traitant du thème abordé ici, merci de compléter l'article en donnant les références utiles à sa vérifiabilité et en les liant à la section « Notes et références ».
Suzanne Yoakum-Stover est une physicienne américaine née en 1962.

## Biographie
Suzanne Yoakum a obtenu un Ph.D. en physique atomique expérimentale de Université d'État de New York à Stony Brook (Stony Brook University) en 1992.
En juillet 1990, Suzanne Yoakum a participé à l'école d'été de physique théorique aux Houches.
Suzanne Yoakum a ensuite fait de la recherche, enseigné la physique et développé des programmes d'ordinateur.
Elle a contribué, tant comme chercheuse que comme enseignante à de nombreux domaines techniques tels que la physique atomique, moléculaire et optique, l'intelligence artificielle, l'imagerie médicale, les graphiques et la simulation par ordinateur, les traitements statistiques et naturel du langage, le traitement des données et la représentation de la connaissance.
Elle est directrice exécutive de l'Institute for Modern Intelligence (IMI) où elle dirige un groupe d'informaticiens qui développent des solutions pratiques pour des systèmes Ultra-Large Scale (ULS) de stockage, d'exploration, d'enrichissement et d'exploitation de données, qui peuvent prendre en charge la diversité actuelle et future des données dites intelligente, la sémantique, et les prévisions dans un espace de stockage unifié, sans perte ou distorsion de l'information.
Parmi ses travaux récents, on trouve "Cloud Computing in the Intelligence Community".
Madame Yoakum a aussi fait des séminaires appréciés sur les bigs datas et les manipulations sur les données en ligne.